# Lupinus coriaceus
Lupinus coriaceus är en ärtväxtart som beskrevs av George Bentham. Lupinus coriaceus ingår i släktet lupiner, och familjen ärtväxter. Inga underarter finns listade i Catalogue of Life.